# Фаброзавр
Фаброзавр (лат. Fabrosaurus) — род динозавров из отряда птицетазовых. Жили во времена нижнеюрской эпохи. Ископаемые остатки Fabrosaurus найдены в Басутоленде (современный Лесото) в Южной Африке. К роду относят единственный вид — Fabrosaurus australis.

## История изучения
Род был назван палеонтологом Леонардом Гинзбургом в 1964 году в честь Французского геолога Жана Фабра.
В 1977 году для группы мелких и легких травоядных животных, которые жили в триасе и ранней юре Петером М. Гальтоном была образована клада Fabrosauridae куда он и поместил род Fabrosaurus вместе с Nanosaurus.
В 1984 году род синонимизировали с лесотозавром, но другие учёные не поддержали такую синонимизацию. Начиная с 1991 года как роду, так и виду присвоен статус nomen dubium из-за недостаточности ископаемого материала для точной систематизации, а клада Fabrosauridae вышла из употребления.

## Описание
Вид Fabrosaurus australis описан по голотипу MNHN LES9, найденному в формации Эллиот (Лесото).
Его длина предположительно составляла около 1 метра.

## В культуре
Fabrosaurus появлялся в «Поезде динозавров».